# Equacions de London

Quan un material cau per sota de la seva temperatura crítica superconductora, els camps magnètics dins del material són expulsats mitjançant l'efecte Meissner. Les equacions de London donen una explicació quantitativa d'aquest efecte.

Les equacions de London, desenvolupades pels germans Fritz i Heinz London l'any 1935, són relacions constitutives per a un superconductor que relacionen el seu corrent superconductor amb els camps electromagnètics dins i al seu voltant. Mentre que la llei d'Ohm és la relació constitutiva més simple per a un conductor normal, les equacions de London són la descripció més senzilla i significativa dels fenòmens superconductors i formen la gènesi de gairebé qualsevol text introductori modern sobre el tema. Un gran triomf de les equacions és la seva capacitat per explicar l'efecte Meissner, on un material expulsa exponencialment tots els camps magnètics interns quan creua el llindar de superconducció.
Hi ha dues equacions de London quan s'expressen en termes de camps mesurables:
{\displaystyle {\frac {\partial \mathbf {j} _{s}}{\partial t}}={\frac {n_{s}e^{2}}{m}}\mathbf {E} ,\qquad \mathbf {\nabla } \times \mathbf {j} _{s}=-{\frac {n_{s}e^{2}}{m}}\mathbf {B} .}
Aquí {\displaystyle {\mathbf {j} }} és la densitat de corrent (superconductora), E i B són, respectivament, els camps elèctric i magnètic dins del superconductor, {\displaystyle e\,} és la càrrega d'un electró o protó, {\displaystyle m\,} és la massa dels electrons, i {\displaystyle n_{s}} és una constant fenomenològica vagament associada amb una densitat de nombre de portadors superconductors.
Les dues equacions es poden combinar en una única "Equació de London" en termes d'un potencial vectorial específic {\displaystyle {A}_{s}} que s'ha fixat a "l'ample de London", donant:
{\displaystyle \mathbf {j} _{s}=-{\frac {n_{s}e^{2}}{m}}\mathbf {A} _{s}.}
A l'indicador de London, el potencial vectorial obeeix als requisits següents, assegurant-se que es pot interpretar com una densitat de corrent:
- {\displaystyle {\text{div}}\mathbf {A} _{s}=0,}
- {\displaystyle \mathbf {A} _{s}=0} a la massa del superconductor,
- {\displaystyle \mathbf {A} _{s}\cdot {\hat {\mathbf {n} }}=0,} on {\displaystyle {\hat {\mathbf {n} }}} és el vector normal a la superfície del superconductor.

Aquests requisits suprimeixen tota la llibertat de gauge i determinen de manera única el potencial vectorial. També es pot escriure l'equació de London en termes d'un calibre arbitrari {\displaystyle \mathbf {A} } simplement definint {\displaystyle \mathbf {A} _{s}=(\mathbf {A} +\nabla \phi )}, on {\displaystyle \phi } és una funció escalar i {\displaystyle \nabla \phi } és el canvi de calibre que desplaça el calibre arbitrari al de London. L'expressió de potencial vectorial és vàlida per als camps magnètics que varien lentament a l'espai.